# Ángel Rodríguez Tricoche
Ángel Daniel Rodríguez Tricoche (Río Piedras, 5 dicembre 1992) è un cestista portoricano.

## Carriera
Con Porto Rico ha disputato i Campionati americani del 2017.